# Unité suprasegmentale

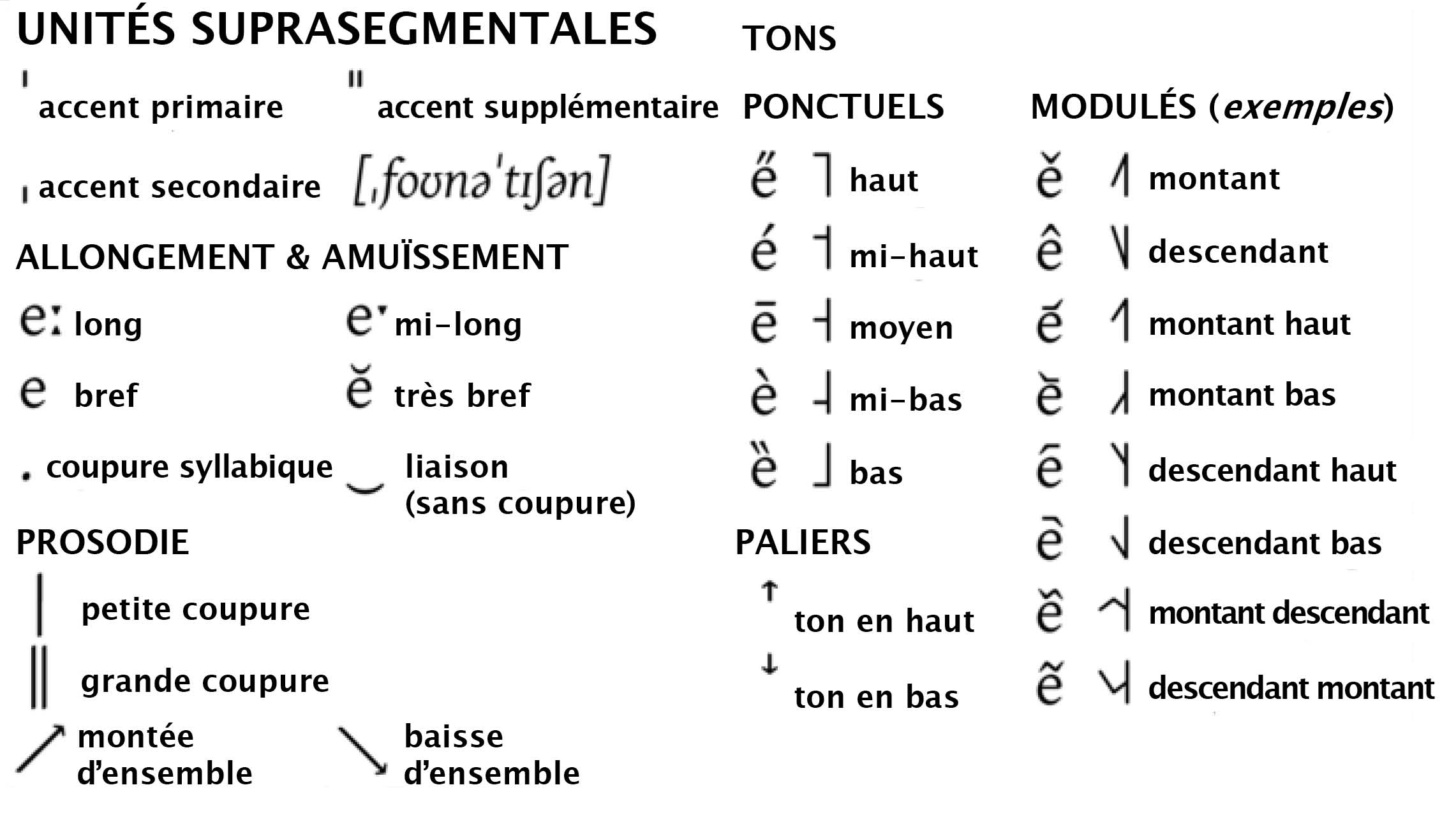
Unités suprasegmentales (API)

En phonétique et en phonologie, une unité suprasegmentale (ou, parfois, prosodème) est une unité discrète qui ne fait cependant pas directement partie de la chaîne phonologique segmentable. Cela revient à dire que cette unité ne peut être isolée indépendamment des phonèmes, mais qu'elle s'y ajoute. Elle n'a pas d'existence propre sans eux (le voisement par exemple, isolable en tant que vibration des cordes vocales, n'est pas suprasegmental).
On compte au rang des unités suprasegmentales principalement des traits prosodiques :
- la quantité vocalique ou consonantique (ainsi que la gémination) ;
- la tension vocalique ou consonantique ;
- le tonème dans les langues tonales ;
- l'accentuation (accent tonique, accent de hauteur).

Cependant, tout trait prosodique n'est pas forcément discret. L'intonation, par exemple, ne l'est pas, non plus que tout autre fait expressif (gémination, allongement, accentuation ou abrègement expressifs, par exemple). On dira alors de ces traits qu'ils sont paralinguistiques.